# ترانزیستور امیترچندگانه
یک ترانزیستور اِمیتِرچَندگانه (به انگلیسی: multiple-emitter transistor) یک ترانزیستور دوقطبی اختصاص‌یافته‌است که بیشتر در ورودی‌های مدار مجتمع تی‌تی‌الدروازه‌های منطقی NAND استفاده می‌شود. سیگنال‌های ورودی به امیترها اعمال می‌شود. ولتاژ ارائه شده به طبقه پیش‌رو درصورتی که هر یک یا چند پیوند بیس-امیتر بایاس مستقیم باشد، پایین می‌آید، و این امکان را می‌دهد که عملیات منطقی با استفاده از یک ترانزیستور انجام شود. ترانزیستورهای امیترچندگانه جایگزین دیودهای منطق دیود-ترانزیستور (DTL) می‌شوند تا منطق ترانزیستور-ترانزیستور (TTL) را بسازند، و در نتیجه امکان کاهش زمان کلیدزنی و اتلاف توان را فراهم می‌کنند.

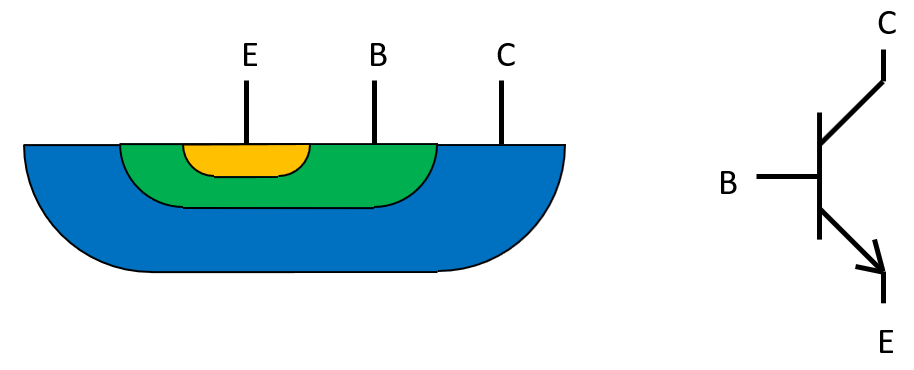
برش عرضی و نماد یک ترانزیستور دوقطبی ساده NPN

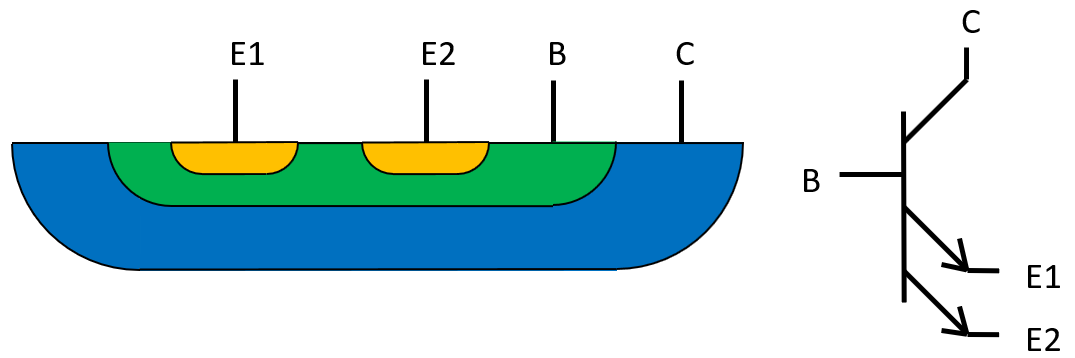
برش عرضی و نماد یک ترانزیستور دوقطبی NPN امیترچندگانه

استفاده از دروازه منطقی از ترانزیستورهای امیترچندگانه در سال ۱۹۶۱ در انگلستان و در ایالات متحده در سال ۱۹۶۲ به ثبت رسید.